# قرى بني زيد
قرى بني زيد، هي مجموعة قرى فلسطينية، عرفت بهذا الاسم في الحقبة العثمانية في القرن الثامن عشر والتاسع عشر، نسبة إلى قبيلة بني زيد، كانت لبني زيد عدة قرى وناحية تابعة إدارياً للواء القدس.

## التسمية
سميت بهذا الاسم نسبة إلى قبيلة بني زيد التي قدمت مع صلاح الدين الأيوبي لفلسطين، حكمت مشيخة بني زيد قرى غرب رام الله، وكان الشيخ هو الذي يجمع الضرائب نيابة عن الحكومة العثمانيّة المركزيّة.

## التاريخ
- قام صلاح الدين باقطاع القبائل التي حاربت معه مناطق واسعة حول القدس وجبالها، ومن هذه القبائل: قبيلة بني زيد، قبيلة بني مالك وقبيلة بني حسن.

- عرفت ناحية  قبيلة بني زيد من قرى المشيخة التي كانت سائدة في أواخر الحقبة العثمانية[5]، نذكر منها:

(قرى الكراسي، قرى جورة عمرة، قرى العِرقيات، قرى الكفريات، قرى النزلات، قرى الصعبيات، قرى الشعراوية، قرى مشاريق البيتاوي، قرى الجماعينيات، قرى بني صعب، قرى بني حارث، قرى بني زيد).

## عدد قرى بني زيد
ضمت ناحية قبيلة بني زيد في فلسطين عدة قرى، منها:
(بيت ريما، كفر عين، قراوة بني زيد، المزارعة القبلية، المزرعة الشرقية، عجول، عبوين، جلجلية،دير غسانة، راس كركر، عارورة).